# Jean-Luc Guillot
Jean-Luc Guillot, né le 20 août 1961 à Amnéville en France, est un footballeur français qui joue au poste d'ailier gauche.

## Biographie
Débutant sa carrière au sein du CSO Amnéville, dans sa ville natale, le joueur rejoint l'AS Clouange ainsi que l'AS La Jeunesse d'Esch en 1983. Avec le club luxembourgeois, il remporte deux championnats de Division Nationale en 1984-1985 ainsi qu'en 1986-1987 et termine meilleur buteur du championnat lors de la saison 1984-1985 avec 16 réalisations.
Après une expérience au Luxembourg, le joueur s'engage avec le Angers SCO en 1987, alors en Division 2. Après deux saisons à Angers, il signe avec le Istres Sports, aussi en deuxième division française. Après une carrière professionnel, il s'engage au FC Gaillard et prend sa retraite en 1994.

## Palmarès
| CSO Amnéville :                     | AS La Jeunesse d'Esch (3) : | FC Gaillard (1) :                                |
| ----------------------------------- | --- | ------------------------------------------------ |
| - Division 4 - Vice-champion : 1981 | - Division Nationale (2) - Champion : 1985 et 1987 - Vice-champion : 1986 - Coupe du Luxembourg - Finaliste : 1985 - Supercoupe du Luxembourg - Vainqueur : 1985 | - Division d'Honneur Régionale - Champion : 1993 |